# Arbitrage (film)
Pour les articles homonymes, voir Arbitrage.
Pour plus de détails, voir Fiche technique et Distribution.
Arbitrage est un thriller américain écrit et réalisé par Nicholas Jarecki (en), sorti en 2012.

## Synopsis
Robert Miller, sexagénaire magnat de la finance, gère un fonds d'arbitrage avec sa fille Brooke. Il est sur le point de vendre afin d'en tirer un bon bénéfice. L'acheteur potentiel a demandé l'avis d'un cabinet d'audit. Miller, sachant que l'on risque de découvrir un énorme trou dans sa comptabilité, s'est fait prêter cette somme le temps que l'audit ait rendu son verdict.
Miller entretient une maîtresse qui dirige une galerie d'art. Une nuit, au volant de la voiture de celle-ci, il s'endort et le véhicule fait plusieurs tonneaux. Miller s'en sort légèrement blessé mais sa maîtresse est tuée sur le coup. Il parvient à s'extirper de la voiture qui explose quelques instants après. Par peur du scandale, mais aussi par crainte que cet accident puisse contrarier la vente en cours, il n'appelle pas la police mais, depuis une cabine à proximité, Jimmy Grant, un jeune homme originaire de Harlem doté d'un casier judiciaire et que Miller a aidé par le passé car son père avait été son chauffeur. Grant ramène Miller chez lui. Sa femme lui dit qu'elle s'est aperçue de son absence mais n'insiste pas.
Sur le lieu de l'accident, la police est intriguée, puisque le chauffeur a disparu. Grâce à l'historique des appels passés depuis la cabine de téléphone public, Bryer, l'inspecteur de police chargé de l'affaire, remonte jusqu'à Grant, qui nie en bloc. 
Pendant ce temps, Brooke, la fille de Miller, découvre les irrégularités financières, craint d'être impliquée et se dispute avec son père. 
Bryer, qui hait tout ce que Miller représente - c'est-à-dire le pouvoir, la fortune et l'impunité -furieux de ne pas obtenir des aveux de Grant, fabrique une fausse preuve en mélangeant la photo d'une plaque d'immatriculation prise au péage de l'autoroute la nuit de l'accident avec celle de la plaque du jeune homme. Mais l'avocat de Grant parvient à prouver le trucage. Bryer est discrédité et toutes les charges contre Grant sont abandonnées.
Après un marchandage serré, la vente du fonds d'arbitrage est réalisée malgré l'avis négatif d'un second cabinet d'audit. Tout semble donc aller pour le mieux.
Mais, alors que Miller et sa femme s'apprêtent à se rendre à un gala de charité, celle-ci, lasse de ses infidélités, lui laisse le choix : soit il signe un accord de divorce le privant de l'essentiel de sa fortune, soit elle dira qu'il est rentré, blessé, à 4 heures du matin la nuit de l'accident. Miller refuse, faisant le pari que sa femme préfèrera garder le silence plutôt que de jeter l'opprobre sur sa famille. 
Dans la scène finale, Miller, appelé à la tribune du gala de charité, va commencer son discours sous les applaudissements nourris d'une foule admirative.

## Fiche technique
- Titre original : Arbitrage
- Titre francophone : Arbitrage
- Réalisation : Nicholas Jarecki (en)
- Scénario : Nicholas Jarecki
- Direction artistique : Beth Mickle
- Décors : Michael Ahern
- Costumes : Joseph G. Aulisi
- Photographie : Yorick Le Saux
- Montage : Douglas Crise
- Musique : Cliff Martinez
- Production : Laura Bickford, Justin Nappi, Robert Salerno et Kevin Turen
- Sociétés de production : Green Room Films et Treehouse Pictures
- Sociétés de distribution :  Lionsgate Film  France Metropolitan Filmexport
- Budget : 12 millions US$
- Pays d'origine :  États-Unis
- Langue : anglais
- Format : Couleurs - 35 mm - 1.85:1 - Son Dolby numérique
- Genre : thriller
- Durée : 107 minutes
- Dates de sortie :
  -  21 janvier 2012 (festival de Sundance) • 14 septembre 2012
  -  12 décembre 2012

## Distribution
- Susan Sarandon (VF : Béatrice Delfe ; VQ : Claudine Chatel) : Ellen Miller
- Richard Gere (VF : Richard Darbois ; VQ : Hubert Gagnon) : Robert Miller
- Tim Roth (VF : Nicolas Marié ; VQ : Sébastien Dhavernas) : le détective Michael Bryer
- Brit Marling (VF : Elisabeth Ventura ; VQ : Mélanie Laberge) : Brooke Miller
- Monica Raymund : Reina
- Laetitia Casta (VF : elle-même ; VQ : Aline Pinsonneault) : Julie Côte
- Nate Parker (VF : Diouc Koma ; VQ : Jean-François Beaupré) : Jimmy Grant
- Josh Pais (VF : François Lescurat) : Aimes
- Stuart Margolin (VF : Patrick Messe ; VQ : Jean-Marie Moncelet) : Syd Felder
- Gabrielle Lazure (VF : elle-même) : Sandrine Côte
- Austin Lysy (VF : Marc Lamigeon) : Peter Miller
- Curtiss Cook (VF : Thierry Desroses) : l'Inspecteur Mills
- Reg E. Cathey (VF : Bruno Henry) : Earl Monroe
- Bruce Altman (VF : Frédéric Norbert) : Chris Vogler
- Chris Eigeman

Sources et légendes : Version française (V. F.) sur AlloDoublage et Version québécoise (V. Q.) sur doublage.qc.ca 

## Distinctions

### Récompense
- 2012 : Meilleur acteur dans un second rôle pour Nate Parker aux African-American Film Critics Association Awards

### Nomination
- Golden Globes 2013 : Meilleur acteur dans un film dramatique pour Richard Gere